# Big Huge Games
Big Huge Games là một nhà phát triển trò chơi điện tử có trụ sở tại Timonium, Maryland. Công ty được thành lập vào tháng 2 năm 2000 bởi bốn nhà phát triển kỳ cựu của ngành công nghiệp game: Tim Train, David Inscore, Jason Coleman và Brian Reynolds (thiết kế trưởng của Alpha Centauri và một số game khác). Tựa game đầu tiên của hãng, Rise of Nations là một cú hit thành công về mặt thương mại. Studio đã không còn tồn tại kể từ tháng 5 năm 2012.

## Lịch sử
Mặc dù Brian Reynolds là một thành viên sáng lập của hãng Firaxis Games, ông và những người khác đã rời khỏi Firaxis để thành lập một công ty mới dựa trên mong muốn của họ nhằm áp dụng sự phức tạp và khái niệm của thể loại chiến lược theo lượt sang thể loại chiến lược thời gian thực.
Tháng 2 năm 2007, Big Huge Games thông báo rằng Ken Rolston, nhà thiết kế chính đứng đằng sau The Elder Scrolls IV: Oblivion và The Elder Scrolls III: Morrowind, đã nghỉ hưu sẽ tham gia công ty với vai trò là thiết kế trưởng cho một tựa game nhập vai (RPG) chưa có tên. Sau này trong tháng 5 có thông báo rằng THQ sẽ công bố các tựa game vào năm 2009. Điều này đánh dấu tựa game đầu tiên từ Big Huge Games không còn được Microsoft phân phối. 

### THQ mua lại
Ngày 15 tháng 1 năm 2008, THQ mua lại nhà phát triển. Ngày 30 tháng 7 năm 2008, Grant Kirkhope gia nhập đội ngũ Big Huge Games với vai trò giám đốc audio. Ông từng làm việc cho hãng Rare, phụ trách việc soạn nhạc cho các game Banjo-Kazooie và Perfect Dark (trong số khác). Ngày 18 tháng 3 năm 2009, THQ thông báo rằng do tình hình kinh tế suy thoái, hãng sẽ phải đóng cửa Big Huge Games, trừ khi tìm được một người mua bên ngoài trong vòng 60 ngày tiếp theo.

### 38 Studios mua lại
Ngày 27 tháng 5 năm 2009, 38 Studios thông báo rằng họ đã mua lại Big Huge Games và giữ lại 70 nhân viên khoảng 120 người làm việc tại THQ. Từ giữa năm 2009 đến tháng 1 năm 2012, Big Huge Games đã phát triển một tựa game nhập vai mang tên Kingdoms of Amalur: Reckoning, được Electronic Arts (EA) và 38 Studios phát hành trên các hệ máy Xbox 360, PS3 và PC vào đầu tháng 2 năm 2012. Trò chơi lấy bối cảnh trong một thế giới giả tưởng được tạo ra với dữ liệu được nhập từ RA Salvatore và Todd MacFarlane. Một báo cáo ngày 24 tháng 5 năm 2012 cho biết studio và công ty mẹ 38 Studios đã sa thải toàn bộ nhân viên của họ.

### Thành lập Epic Baltimore
Tháng 6 năm 2012, Epic Games đã công bố việc mở một studio mới ở Baltimore được gọi là Epic Baltimore. Studio bao gồm một phần đáng kể các nhà phát triển Big Huge cũ.

## Game engine
Big Huge Games đã sử dụng game engine được phát triển nội bộ của họ mang tên "Big Huge Engine", trong cả Rise of Nations và Catan. Engine có tính năng hỗ trợ cho một loạt các ứng dụng và công nghệ, bao gồm cả vật lý, trí tuệ nhân tạo, hình ảnh động và một số khác.

## Game phát triển
| Ngày phát hành | Tên gọi                                 | Thể loại                  | Chú thích        |
| -------------- | --------------------------------------- | ------------------------- | ---------------- |
| 2003           | Rise of Nations                         | Chiến lược thời gian thực |                  |
| 2004           | Rise of Nations: Thrones and Patriots   | Chiến lược thời gian thực | Bản mở rộng      |
| 2006           | Rise of Nations: Rise of Legends        | Chiến lược thời gian thực |                  |
| 2007           | Catan                                   | Board game kiểu Đức       | Xbox Live Arcade |
| 2007           | Age of Empires III: The Asian Dynasties | Chiến lược thời gian thực | Bản mở rộng      |
| 2012           | Kingdoms of Amalur: Reckoning           | Hành động nhập vai        |                  |

### Chưa phát hành
Tại thời điểm chuyển từ THQ sang 38 Studios, Big Huge Games vẫn làm việc trên hai dự án game lớn mà nay đã bị hủy bỏ.
- Ascendant (Xbox 360, PlayStation 3, Microsoft Windows)[14][15]
- God: The Game (Wii)[15][16]